# 창원 웅천도요지
창원 웅천도요지(昌原 熊川陶窯址)는 대한민국 경상남도 창원시 진해구 두동에 있는 요지이다. 1997년 1월 30일 경상남도의 기념물 제160호로 지정되었다.

## 현지 안내문
요지는 자기나 기와, 그릇 들을 만들어 굽던 가마터를 말한다.
웅천 가마터는 보배산 기슭의 점골에 자리잡고 있으며, 조선시대 분청사기를 생산하던 곳으로 두동요지, 금곡요지 등으로 알려져 있다. 도굴로 파괴된 가마터와 가마터 주변에서는 사발, 대접, 접시류를 비롯하여 귀얄문과 덤벙무늬 분청사기가 출토되고 있다. 이로 보아 이 가마터는 조선시대 분청사기가 백자로 변해가는 마지막 단계인 15∼16세기에 만들어 운영되다가 임진왜란으로 폐요되었을 것으로 추정한다.

## 참고 자료
- 창원 웅천도요지 - 국가유산청 국가유산포털